# Limnonectes blythii
Limnonectes blythii är en groddjursart som först beskrevs av George Albert Boulenger 1920.  Limnonectes blythii ingår i släktet Limnonectes och familjen Dicroglossidae. IUCN kategoriserar arten globalt som nära hotad. Inga underarter finns listade i Catalogue of Life.